# پوچنیا
پوچنیا (به ایتالیایی: Pocenia) یک کومونه در ایتالیا است که در استان اودینه واقع شده‌است. پوچنیا ۲۳٫۹ کیلومتر مربع مساحت و ۲٬۵۸۱ نفر جمعیت دارد و ۹ متر بالاتر از سطح دریا واقع شده‌است.